# برايان أندرو هيلز
برايان أندرو هيلز (بالإنجليزية: Brian Andrew Hills)‏ هو عالم وظائف الأعضاء بريطاني، ولد في 19 مارس 1934 في كارديف في المملكة المتحدة، وتوفي في 13 يناير 2006.